# Драги Ивић
Драги Ивић (Тетово, 6. октобар 1953) српски је продуцент сценских делатности, књижевник и књижевни, филмски и позоришни критичар.

## Биографија
Рођен је 6. октобра 1953. године у Тетову у породици официра ЈНА Јова (из Гламоча) и Милице (из насеља Рошци). Номадски војнички живот довео их је у Пожаревац где је Ивић стекао основно и гимназијско образовање. Студирао је Правни факултет Универзитета у Београду а дипломирао је на Факултету драмских уметности Универзитета уметности у Београду (одсек Организација сценских и културно-уметничких делатности, сада Сценска продукција).
У току каријере прошао је следећа радна места: референт за рекламу и пропаганду, шеф техничке службе, уредник програма, управник Центра за културу, помоћник директора а затим и директор. Радио је као професор у средњим школама (гимназија и музичка школа).
Почасни је члан Урбаног књижевног круга (Канада). Бавећи се литерарним стваралаштвом, прошао је пут од члана редакције часописа „Развитак” и уредника „Браничева” до оснивача Књижевне омладине Пожаревца, Књижевног атељеа, итд. Покретач је јединог анти-часописа „Депонија”.
Један је од оснивача форума „My City Military” и стални сарадник портала „Oružje Online”. Пише на блогу „Осматрачница” ПОпортала. Стални је члан жирија међународног филмског фестивала „Волоколамски рубеж” и фестивала „Босфорски агони” у кримском граду Керч као и сарадник и позоришни критичар фестивала „Таковске цвети” у Горњем Милановцу.
Од 2019. године је у пензији. Говори два страна језика – енглески и руски.

## Објављене књиге
До сада је објавио као коаутор више књига међу којима су:
- „Калибар 35” – коаутор с Данком Боројевићем, збирка есеја и приказа савременог ратног филма
- „Укоричена музика” – коаутор с Тијаном Поповићем, историјат пожаревачких и костолачких рок група и дискотека
- „Сведок трајања” – монографија поводом 60 година Љубичевских коњичких игара
- „Осматрачница” – збирка текста с блога истог назива на „ПОПорталу”

## Награде
- Награђен је „Октобарском наградом” града Београда за стручне и научне радове студената и „Октобарском наградом града Пожаревца”
- Добитник је Повеље радника у образовању и златне значке Културно-просветне заједнице Србије